# Leutkirch im Allgäu
Leutkirch im Allgäu es un municipio situado en el distrito de Ravensburg, en el estado federado de Baden-Wurtemberg (Alemania), con una población a finales de 2022 de 23 892 habitantes.
Se encuentra ubicado al sureste del estado, en la región de Tubinga, cerca del lago de Constanza, de la frontera con Austria y de la orilla occidental del río Iller —un afluente derecho del Danubio— que lo separa del estado de Baviera.